# 전자공여체
전자공여체(電子供與體, 영어: electron donor)는 다른 화합물에게 전자를 주는 화학 물질이다. 전자공여체는 전자를 주는 특성으로 인해 반응 과정에서 자신은 산화되고, 상대물질을 환원시키는 환원제이다.
일반적인 환원제는 화학 반응을 통해 영구적인 화학적 변화를 겪으므로 하나 이상의 전자가 비가역적이고 완전하게 전이된다. 그러나 다양한 화학적 상황에서 전자수용체로 전자의 전달은 분수로 나타날 수도 있는데, 이는 전자가 완전하게 전이되지 않았음을 의미하고 전자공여체와 전자수용체 사이에 전자 공명이 발생한다. 이는 구성 성분들이 그들의 화학적 본질을 유지하는 전하 이동 복합체(charge transfer complex)의 형성을 유도한다.
전자공여체 분자의 전자공여 능력은 가장 높은 점유 분자 궤도로부터 전자를 제거하는데 필요한 에너지인 이온화 에너지에 의해 측정된다.
전자공여체와 전자수용체 간의 전자전이로 인한 얻거나 소실되는 에너지, 즉 전체 에너지의 변화값(ΔE)은 전자수용체의 전자친화도(A)와 전자공여체의 이온화 에너지(I)의 차이에 의해 결정된다.
{\displaystyle {\Delta }E=A-I\,}
화학에서 전자수용체 분자와 공유결합을 형성하는 한 쌍의 전자를 주는 전자공여체의 부류는 루이스 염기로 알려져 있다. 이 현상은 광범위한 루이스 산-염기 화학의 등장을 야기했다. 화학에서 전자공여체 및 전자수용체 작용의 원동력은 원자 또는 분자의 전기양성도(electropositivity) (전자공여체의 경우) 및 전기음성도(electronegativity) (전자수용체의 경우)의 개념을 기반으로 한다.

## 생물학 관련
생물학에서 전자공여체는 세포 호흡 중에 전자를 방출하여 에너지를 방출한다. 모든 생물들은 전자를 전자공여체에서 전자수용체로 전달시켜 에너지를 얻는다. 전자전달계를 통해 전자가 전달되는 과정 동안 전자공여체는 산화되고, 전자수용체는 환원된다. 탄화수소, 토양의 유기물, 환원된 무기물들은 모두 전자공여체로 작용할 수 있는 화합물이다. 이러한 반응은 생물이 에너지를 얻을 수 있도록 할 뿐만 아니라 유기 오염물의 자연적인 생분해에 관여하기 때문에 중요하다. 오염 장소가 자연 감쇠에 의해 정화되는 것을 모니터할 때 생분해를 이용하기도 한다.

## 같이 보기
- 전자수용체
- 산화환원반응